# Bikás-domb
A Bikás-domb Budapest XI. kerületében, Kelenföldön álló mesterséges eredetű kiemelkedés. Kelenföldi Városközpontban, a Budapesti Művelődési Központ épülete közelében található, tágas park térségében.
A park és a domb a környék fontos, a helyiek körében népszerű zöldterülete. Játszótér és különféle sportpályák vannak rajta, rendszeresen ad otthont különböző kulturális rendezvényeknek. Télen szánkódombként funkcionál, nyáron 2 csúszdán lehet lecsúszni róla.

## Adatok
Területe mintegy 1 hektár. Felszíntől számított legnagyobb kiemelkedése 8 méter, tengerszint feletti magassága 121 méter. Felszínét fű borítja, illetve néhány fa. A dombon és közelében nincs természetes vízfolyás. 2014-től mesterséges tó található mellette.

## Története
A Bikás-dombot és parkot a Kelenföldi lakótelep egykori felvonulási területének helyére, a városközponttal azonos időben építették 1974-1979 között. 1980 augusztusában (más források szerint 1981-ben) került a mai helyére a domb tetején álló szoborcsoport, amelyről a hely a nevét kapta. Kiss István szobrászművész "Monda" című alkotása három magyar szürkemarhát ábrázol, eredetileg a szarvuk között a Napot, a Holdat és a csillagokat jelképező díszekkel. Ezek az idők folyamán letörtek, eltűntek, többszöri pótlást követően is. Az alkotás 2020-ban kapott egy komolyabb felújítást. A domb tövében 2001-ben kopjafát állítottak Lehrmann-Lovász György író, politikus emlékére. A 2014 márciusában átadott 4-es metró állomásához kapcsolódó felszíni tereprendezés során, 2013-ban teljesen megújult a dombot körülvevő park.

## Galéria

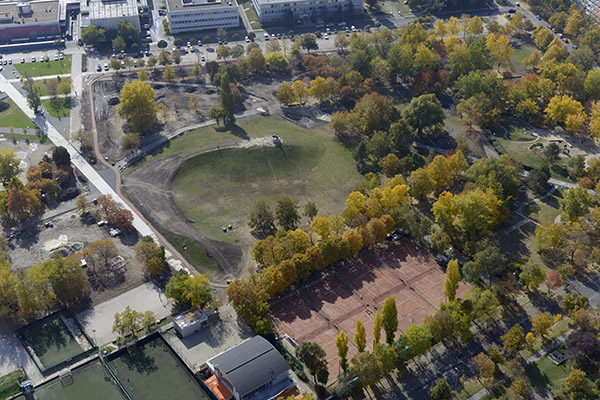
Bikás-domb légi felvételen
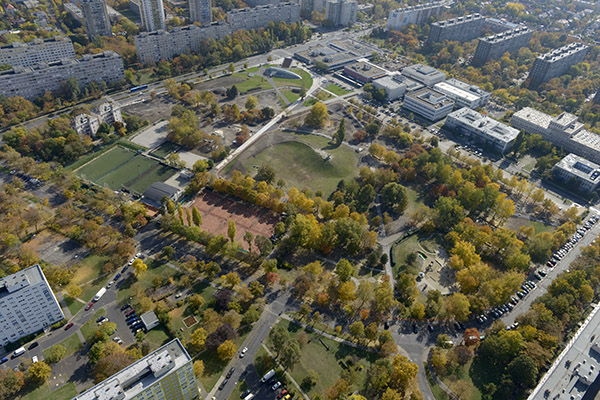
Bikás-domb légi fotón
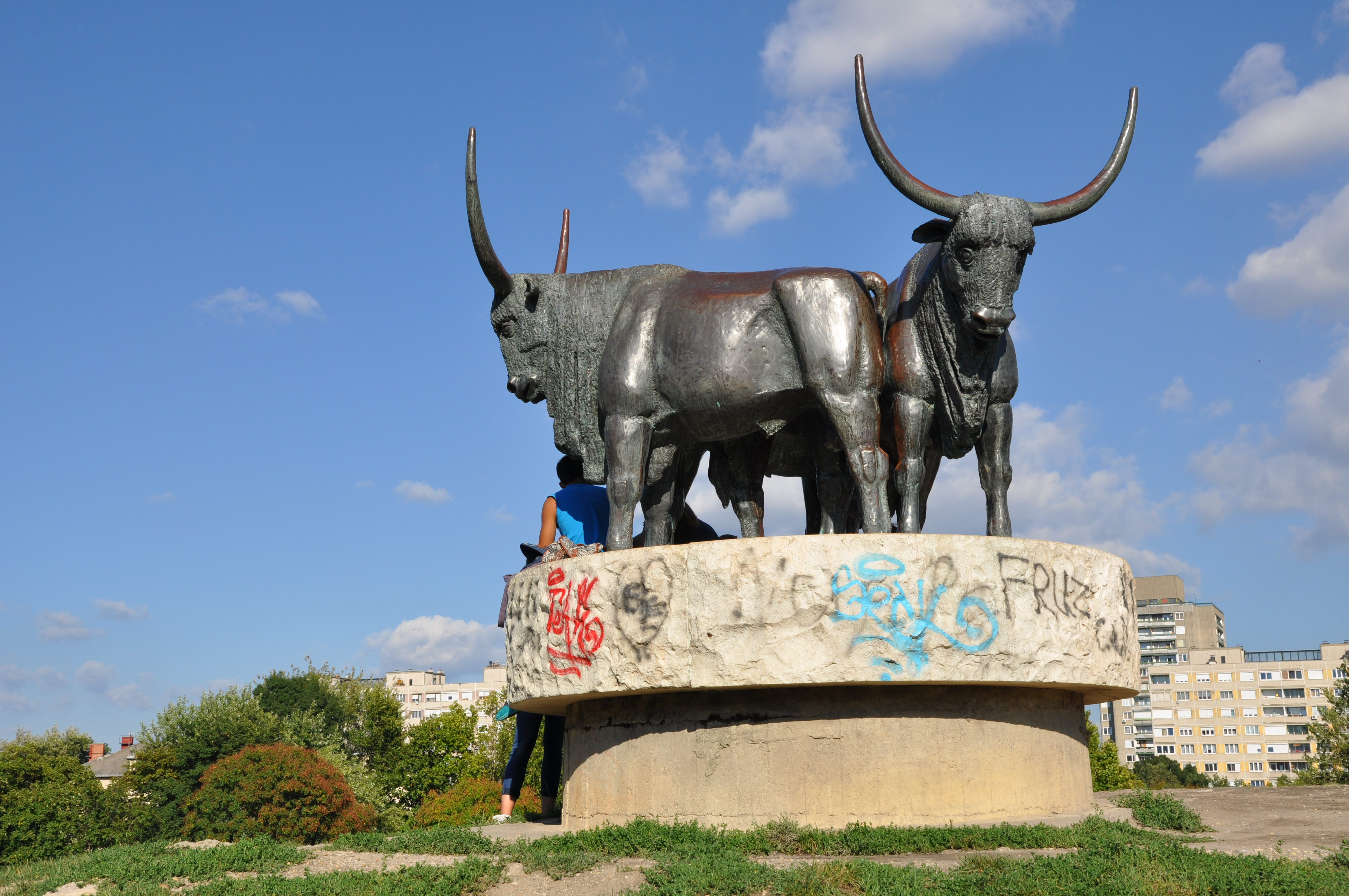
Kiss István szobrászművész "Monda" című alkotása

## Külső hivatkozások
- Horváth Emese: Rejtélyes Budapest: a Bikás domb legendái (Szeretlekmagyarorszag.hu, 2014-11-05 14:46)